# 16252 Franfrost
16252 Franfrost è un asteroide della fascia principale. Scoperto nel 2000, presenta un'orbita caratterizzata da un semiasse maggiore pari a 2,4587045 UA e da un'eccentricità di 0,1809517, inclinata di 2,27957° rispetto all'eclittica.